# Pietre d'inciampo in Abruzzo

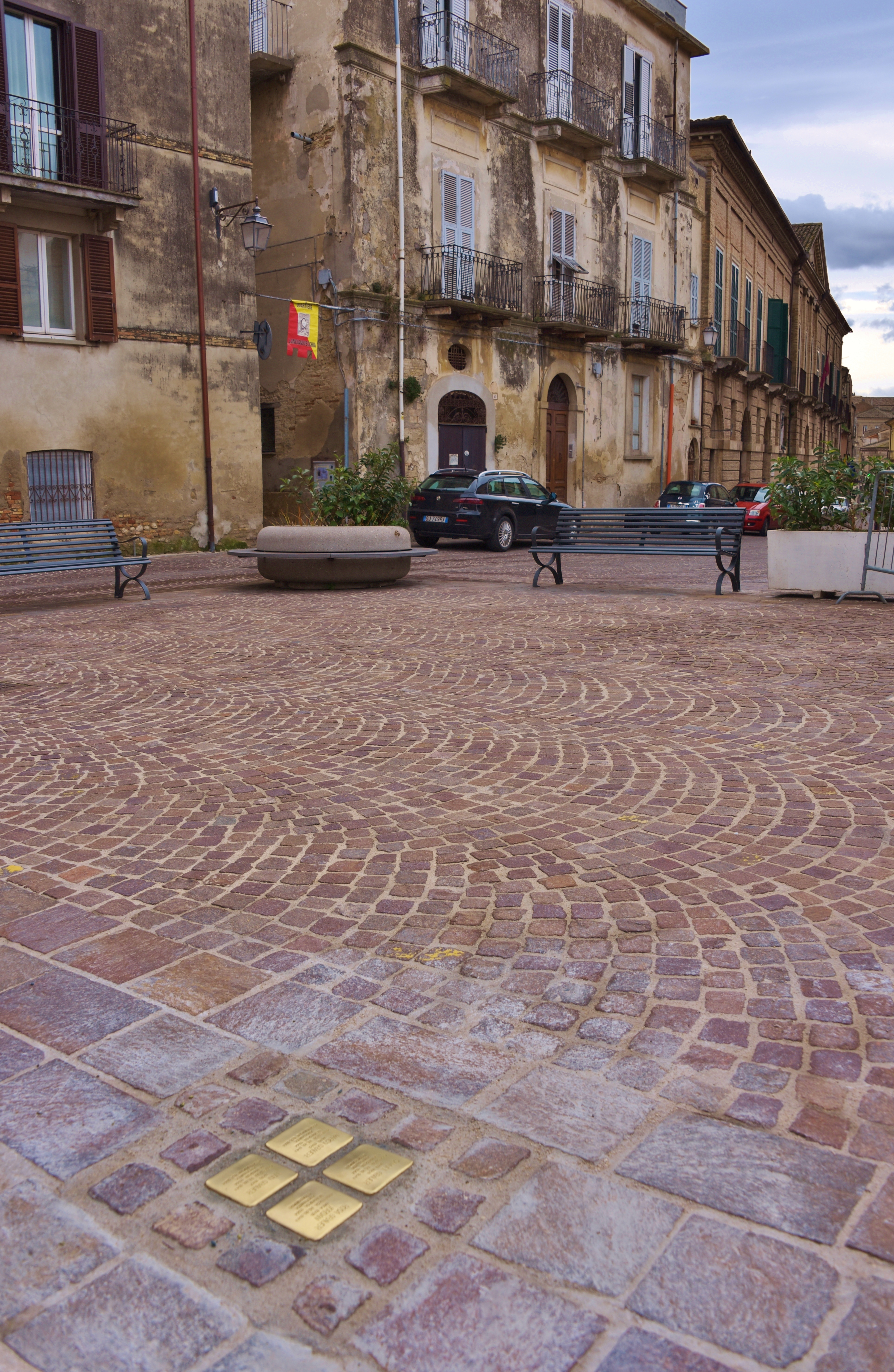
Pietre d'inciampo a Lanciano, largo san Giovanni

La lista delle pietre d'inciampo in Abruzzo contiene l'elenco delle pietre d'inciampo (in tedesco Stolpersteine) poste in Abruzzo. Esse commemorano le vittime abruzzesi della persecuzione del regime nazista nell'ambito di un'iniziativa dell'artista tedesco Gunter Demnig estesa a tutta l'Europa.

La prima pietra d'inciampo in Abruzzo è stata collocata all'Aquila il 12 gennaio 2012 in ricordo di Giulio Della Pergola.

## Provincia dell'Aquila

### L'Aquila
L'Aquila accoglie ufficialmente tre pietre d'inciampo posizionate tra il 2012 e il 2021. La prima pietra, collocata il 12 gennaio 2012 e dedicata a Giulio Della Pergola, fu rimossa dal luogo che la ospitava per consentire i lavori di restauro di Palazzo Betti in Piazza del Duomo; venne ricollocata nella stessa posizione solo nel 2018.
| Pietra d'inciampo | Pietra d'inciampo                                       | Pietra d'inciampo | Pietra d'inciampo                                                                                       | Note biografiche |
| Data di posa      | Luogo di posa                                           | Stolpersteine     | Incisione                                                                                               | Note biografiche |
| ----------------- | ------------------------------------------------------- | ----------------- | --- | --- |
| 2 gennaio 2012    | Piazza del Duomo, 62 42°20′55.32″N 13°23′56.44″E        |                   | QUI ABITAVA GIULIO DELLA PERGOLA NATO 1895 ARRESTATO 13.1.1944 DEPORTATO AUSCHWITZ ASSASSINATO 6.2.1944 | Giulio Della Pergola (Firenze, 6 agosto 1895 – Auschwitz, 6 febbraio 1944) combatté come volontario nella prima guerra mondiale e per questo fu insignito di una medaglia d'argento. Il 13 gennaio 1944, egli venne arrestato nel negozio che gestiva in piazza del Duomo all'Aquila; il 30 gennaio 1944 venne deportato con il convoglio n.6 nel campo di concentramento di Auschwitz, dove morì in una camera a gas.                                                                                        |
| 24 aprile 2021    | Via dei Giardini Roio Piano 42°19′41.78″N 13°21′30.49″E |                   | QUI VIVEVA ANNINA SANTOMARRONE DEPORTATA 1944 RAVENSBRUK ASSASSINATA                                    | Annina Santomarrone (???, ??? - Ravensbrück, ???), di origini contadine, sarta, coniugata con Nicola, sorella di Luigi Santomarrone. In seguito a delazione, una sera del 1944 la polizia fascista fa irruzione nella casa in cui tutti e tre vivono e li arresta con l'accusa di aver dato ospitalità a un militare inglese. Annina ed il fratello sono condannati a cinque anni di reclusione e deportati nel Reich, destinata a Ravensbrück, Annina non farà più ritorno.                                  |
| 24 aprile 2021    | Via dei Giardini Roio Piano 42°19′41.78″N 13°21′30.49″E |                   | QUI ABITAVA LUIGI SANTOMARRONE NATO 1893 DEPORTATO 1944 DACHAU ASSASSINATO 7.2.1945                     | Luigi Santomarrone (???, 1893 - Dachau, 7 febbraio 1945), celibe, fratello di Annina Santomarrone, vive con la sorella e il cognato Nicola. In seguito a delazione una sera del 1944 la polizia fascista fa irruzione nella casa in cui vivono arrestandoli tutti e tre con l'accusa di aver dato ospitalità a un militare inglese. Luigi e la sorella sono condannati a cinque anni di reclusione e deportati nel Reich, destinato a Dachau, come la sorella non farà più ritorno, muore il 7 febbraio 1945. |

## Provincia di Chieti

### Casoli
A Casoli sono posate sette pietre d'inciampo ai piedi dell’imponente monumento dedicato alla memoria degli internati nell’ex Campo di internamento di Casoli, uno dei 15 campi di concentramento abruzzesi allestiti dal regime fascista all’indomani dell’entrata in guerra nel giugno 1940.
| Pietra d'inciampo | Pietra d'inciampo                               | Pietra d'inciampo | Pietra d'inciampo                                                                               | Note biografiche |
| Data di posa      | Luogo di posa                                   | Stolpersteine     | Incisione                                                                                       | Note biografiche |
| ----------------- | ----------------------------------------------- | ----------------- | ----------------------------------------------------------------------------------------------- | --- |
| 27 gennaio 2022   | Piazza della Memoria 42°07′06.19″N 14°17′36.5″E |                   | SIEGBERG HERZBERG NATO 1889 ARRESTATO 1943 DEPORTATO 1944 AUSCHWITZ ASSASSINATO 10.4.1944       | Siegberg Herzberg (Breslavia, 30 gennaio 1889 - Auschwitz-Birkenau, 10 aprile 1944), impiegato. Dal carcere di Trieste, il 9 luglio 1940 è internato nel campo per "ebrei stanieri" di Casoli, poi a fine marzo 1941 inviato a Guardiagrele. Successivamente alla proclamazione dell'armistizio dell'8 settembre 1943, è arrestato e detenuto nel carcere di Roma, trasferito in seguito a Fossoli, da cui è deportato nel Reich col convoglio n°9 del 05 aprile 1944 con destinazione Auschwitz-Birkenau, dove è assassinato il giorno stesso del suo arrivo: 10 aprile 1944. |
| 27 gennaio 2022   | Piazza della Memoria 42°07′06.19″N 14°17′36.5″E |                   | WOICECH HOCHBERGER NATO 1898 ARRESTATO 3.12.1943 DEPORTATO 1944 AUSCHWITZ ASSASSINATO 26.2.1944 | Woicech Bela Hochberger (Budapest, 26 agosto 1898 - Auschwitz-Birkenau, 26 febbraio 1944), figlio di Simon, commerciante coniugato con Lea Morgenstern, due figli. Dal carcere di Trieste, il 9 luglio 1940 è internato nel campo per "ebrei stanieri" di Casoli, quindi inviato al campo di Ferramonti di Tarsia. Successivamente alla proclamazione dell'armistizio dell'8 settembre 1943, in dicembre è arrestato a Loreo e internato a Fossoli, a cui segue la deportazione nel Reich col convoglio n°8 del 22 febbraio 1944 per Auschwitz-Birkenau, matricola 174503. Assassinato all'arrivo al campo: 26 febbraio 1944. |
| 27 gennaio 2022   | Piazza della Memoria 42°07′06.19″N 14°17′36.5″E |                   | SILVIO BERL NATO 1883 ARRESTATO 30.11.1943 DEPORTATO 1944 AUSCHWITZ ASSASSINATO 6.2.1944>       | Silvio Berl (Kolbuszowa, 14 giugno 1883 - Auschwitz-Birkenau, 6 febbraio 1944), figlio di Aronne, rappresentante di tessuti; il 9 luglio 1940 proveniente dal carcere di Trieste è internato nel campo per "ebrei stanieri" di Casoli, quindi il 16 agosto 1941 inviato a Castel Frentano. È arrestato a fine novembre del 1943, inviato a Bagno di Ripoli. Dal Binario 21 della Stazione Centrale di Milano, il 30 gennaio 1944 è deportato nel Reich destinato a Auschwitz-Birkenau, dove all'arrivo, il 6 febbraio, è immediadamente assassinato. |
| 27 gennaio 2022   | Piazza della Memoria 42°07′06.19″N 14°17′36.5″E |                   | MASSIMILIANO SEGALL NATO 1894 ARRESTATO 1.11.1943 DEPORTATO 1944 AUSCHWITZ ASSASSINATO 6.2.944  | Massimiliano Segall (Neuenkirchen, 13 dicembre 1894 - Auschwitz-Birkenau, 6 febbraio 1944), figlio di Sally, commerciante. Il 9 luglio 1940, proveniente dal carcere di Trieste è internato nel campo per "ebrei stanieri" di Casoli, quindi il 1º settembre 1941 inviato a Castel Frentano. Successivamente alla proclamazione dell'armistizio dell'8 settembre 1943, è arrestato a Guardiagrele e detenuto nel carcere di Chieti. Dal Binario 21 della Stazione Centrale di Milano, col convoglio n°6 del 30 gennaio 1944 è deportato nel Reich destinato a Auschwitz-Birkenau, dove all'arrivo, il 6 febbraio, è immediadamente assassinato. |
| 27 gennaio 2022   | Piazza della Memoria 42°07′06.19″N 14°17′36.5″E |                   | ISACCO HARNIK NATO 1889 ARRESTATO 31.10.1943 DEPORTATO 1944 AUSCHWITZ ASSASSINATO 6.2.1944      | Isacco Harnil (Vignitz, 2 agosto 1889 - Auschwitz-Birkenau, 6 febbraio 1944), tedesco, commerciante, figlio di Haim. Il 9 luglio 1940, proveniente dal carcere di Trieste è internato nel campo per "ebrei stanieri" di Casoli, quindi il 26 novembre 1940 inviato a San Vito Chietino, poi a Castel Frentano il 25 maggio 1941. Successivamente alla proclamazione dell'armistizio dell'8 settembre 1943, è arrestato 30 ottobre a Lanciano e detenuto nel carcere di Chieti. Dal Binario 21 della Stazione Centrale di Milano, col convoglio n°6 del 30 gennaio 1944 è deportato nel Reich destinato a Auschwitz-Birkenau, dove all'arrivo, il 6 febbraio, è immediadamente assassinato. |
| 27 gennaio 2022   | Piazza della Memoria 42°07′06.19″N 14°17′36.5″E |                   | GIUSEPPE HASSID NATO 1906 ARRESTATO 25.4.1944 ASSASSINATO 1.7.1944 RISIERA DI SAN SABBA         | Giuseppe Hassid (Istambul, 14 ottobre 1906 - Risiera di San Sabba, 01 luglio 1944), figlio di Behor Samuele e Clara Ojalvo, coniugato con Carla Belleli, venditore ambulante. Il 9 luglio 1940, proveniente dal carcere di Trieste è internato nel campo per "ebrei stanieri" di Casoli, quindi il 6 luglio 1941 inviato ad Atessa. Arrestato il 23 maggio 1944, internato alla Risiera di San Sabba, il 1º luglio 1944 Giuseppe insieme ad altri tre ebrei detenuti è assassinato con l'accusa di aver gettato via 5 monete d’oro piuttosto che versarle all’ufficio raccolta del campo. L'assassinio come esemplare punizione per gli ebrei rinchiusi nello stanzone del terzo piano della Risiera. |
| 27 gennaio 2022   | Piazza della Memoria 42°07′06.19″N 14°17′36.5″E |                   | SALOMON AFNAIM NATO 1903 ARRESTATO 5.12.1943 DEPORTATO 1944 BERGEN-BELSEN LIBERATO              | Salomone Afnaim (Istambul, 25 marzo 1903 - ???, ???), figlio di Guido e Vittoria Ciprut, coniugato con Lea Dana. Si trasferisce a milano dove nasceranndo i suoi due figli: nel 1932 il primogenito e 1934 la figlia. Probabilmente nel ’40, Salomone viene arrestato a Milano con tutta la famiglia e deportato nel campo di Ferramonti di Tarsia. Il 25 settembre 1941 è internato nel campo per "ebrei stanieri" di Casoli per essere trasferito nell'aprile del 1942 a Taglio di Po in regime di “internamento libero” ricongiungendosi con la Famiglia, ma a seguito dell'armistizio dell'8 settembre 1943, alla fine di novembre, tutta la famiglia viene arrestata e reclusa nel carcere di Rovigo, quindi internata a Fossoli a cui segue Verona ed il 2 agosto 1944, la deportazione a Bergen-Belsen. Saranno tutti liberati nel marzo 1945. |

### Castel Frentano
Castel Frentano accoglie ufficialmente 5 pietre d'inciampo, tutte collocate il 7 gennaio 2020.
| Pietra d'inciampo | Pietra d'inciampo                                | Pietra d'inciampo | Pietra d'inciampo                                                                                             | Note biografiche |
| Data di posa      | Luogo di posa                                    | Stolpersteine     | Incisione | Note biografiche |
| ----------------- | ------------------------------------------------ | ----------------- | --- | --- |
| 7 gennaio 2020    | piazza Giuliano Crognale 42.197906°N 14.354481°E |                   | A CASTEL FRENTANO ABITAVA SALO NAGLER NATO 1886 ARRESTATO 2.11.1943 DEPORTATO 1944 AUSCHWITZ ASSASSINATO      | Salo Nagler (Sloboda, 23 marzo 1886 - Auschwitz-Birkenau, ???), coniuge di Adele Fitzer, venne catturato a Trieste e internato nel campo di concentramento di Casoli. Dopo diverse detenzioni egli venne spostato a Castel Frentano, dove fu arrestato il 1 novembre 1943. Il 30 gennaio 1944 Salo Nagler subì la deportazione dal Binario 21 di Milano, destinazione Auschwitz-Birkenau, dove arrivò il 6 febbraio 1944.                                                          |
| 7 gennaio 2020    | piazza Giuliano Crognale 42.197906°N 14.354481°E |                   | A CASTEL FRENTANO ABITAVA GIACOMO NAGLER NATO 1913 ARRESTATO 2.11.1943 DEPORTATO 1944 AUSCHWITZ ASSASSINATO   | Giacomo Nagler (Stanisławów, 19 luglio 1913 - Auschwitz-Birkenau, ???), figlio di Salo Nagler e Adele Fitzer, venne internato nel campo di concentramento di Ferramonti di Tarsia il 29 luglio 1940. Dopo diverse detenzioni egli venne trasferito al campo di internamento di Castel Frentano, dove fu arrestato il 1 novembre 1943. Il 30 gennaio 1944 Giacomo Nagler venne deportato dal Binario 21 di Milano, destinazione Auschwitz-Birkenau, dove arrivò il 6 febbraio 1944. |
| 7 gennaio 2020    | piazza Giuliano Crognale 42.197906°N 14.354481°E |                   | A CASTEL FRENTANO ABITAVA ADELE FITZER NATA 1888 ARRESTATA 2.11.1943 DEPORTATA 1944 AUSCHWITZ ASSASSINATA     | Adele Fitzer (Stanisławów, 19 ottobre 1888 - Auschwitz-Birkenau, ???), coniuge di Salo Nagler, venne catturata a Trieste e internata nel campo di concentramento di Casoli il 10 luglio 1940. Dopo diverse detenzioni, la donna venne trasferita a Castel Frentano, dove venne arrestata il 1 novembre 1943. Il 30 gennaio 1944 Adele Fitzer subì la deportazione dal Binario 21 di Milano, destinazione Auschwitz-Birkenau, dove arrivò il 6 febbraio 1944.                       |
| 7 gennaio 2020    | piazza Giuliano Crognale 42.197906°N 14.354481°E |                   | A CASTEL FRENTANO ABITAVA BETTY ABRAHAMSON NATA 1892 ARRESTATA 1.11.1943 DEPORTATA 1944 AUSCHWITZ ASSASSINATA | Betty Abrahamson (Karthaus, 16 aprile 1892 - Auschwitz-Birkenau, ???), coniuge di Arturo Fuerst, è stata internata a San Vito Chietino il 16 maggio 1941. Dopo diverse detenzioni, la donna venne trasferita a Castel Frentano, dove viene arrestata il 2 novembre 1943. Il 30 gennaio 1944 fu deportata dal Binario 21 di Milano, destinazione Auschwitz-Birkenau, dove arrivò il 6 febbraio 1944.                                                                                |
| 7 gennaio 2020    | piazza Giuliano Crognale 42.197906°N 14.354481°E |                   | A CASTEL FRENTANO ABITAVA ARTURO FUERST NATO 1886 ARRESTATO 1.11.1943 DEPORTATO 1944 AUSCHWITZ ASSASSINATO    | Arturo Fuerst (Danzica, 6 gennaio 1886 - Auschwitz-Birkenau, ???), coniuge di Betty Abrahamson, è stato catturato a Trieste e internato nel campo di concentramento di Casoli il 10 luglio 1940. Dopo diverse detenzioni, egli venne trasferito a Castel Frentano, dove viene arrestato il 2 novembre 1943. Il 30 gennaio 1944 Fuerst fu deportato dal Binario 21 di Milano, destinazione Auschwitz-Birkenau, dove arrivò il 6 febbraio 1944.                                      |

### Chieti
Chieti accoglie ufficialmente una sola pietra d'inciampo, la quale venne collocata il 12 gennaio 2016.
| Pietra d'inciampo | Pietra d'inciampo                                                                | Pietra d'inciampo | Pietra d'inciampo                                                                                         | Note biografiche |
| Data di posa      | Luogo di posa                                                                    | Stolpersteine     | Incisione                                                                                                 | Note biografiche |
| ----------------- | -------------------------------------------------------------------------------- | ----------------- | --- | --- |
| 12 gennaio 2016   | Via Umberto Ricci, 22 (Istituto "Galiani - De Sterlich") 42.342741°N 14.162961°E |                   | QUI INSEGNÓ ALDO OBERDORFER NATO 1885 ARRESTATO 11.6.1940 MILANO INTERNATO CAMPO LANCIANO MORTO 14.9.1941 | Aldo Oberdorfer (Trieste, 21 novembre 1885 – Milano, 14 settembre 1941) è stato un saggista, critico letterario e traduttore italiano. È stato professore all'istituto tecnico di Chieti nel 1915. Costretto a lasciare l'attività didattica nel primo dopoguerra a causa della sua militanza socialista, lavorò come pubblicista e traduttore; l'11 giugno 1940 Aldo Oberdorfer fu arrestato a Milano e internato a Lanciano. Nel maggio del 1941, gravemente malato, fece ritorno a Milano, dove morì il 14 settembre dello stesso anno. |

### Lanciano
Lanciano accoglie ufficialmente 4 pietre d'inciampo, tutte dedicate alla famiglia Grauer. L'iniziativa fu patrocinata dal Liceo Scientifico Galileo Galilei (Lanciano) su iniziativa del professor Luciano Biondi. Le parole della studentessa Alessia Torosantucci hanno accompagnato la cerimonia di posa che avvenne il 16 gennaio 2019.
(il sindaco di Lanciano, Mario Pupillo, durante la cerimonia del 16 gennaio 2019)
| Pietra d'inciampo | Pietra d'inciampo                          | Pietra d'inciampo | Pietra d'inciampo                                                                         | Note biografiche |
| Data di posa      | Luogo di posa                              | Stolpersteine     | Incisione                                                                                 | Note biografiche |
| ----------------- | ------------------------------------------ | ----------------- | ----------------------------------------------------------------------------------------- | --- |
| 16 gennaio 2019   | Largo San Giovanni 42.232643°N 14.391152°E |                   | MARCO GRAUER NATO 1940 ARRESTATO 31.10.1943 DEPORTATO 1944 AUSCHWITZ ASSASSINATO 6.2.1944 | Marco Grauer (Trieste, 6 gennaio 1940 – Auschwitz, 6 febbraio 1944), figlio di Samuel Grauer e di Rosa Jordan, venne arrestato insieme alla sua famiglia il 31 ottobre 1943 a causa delle leggi razziali; dopo diverse detenzioni, tutta la sua famiglia venne deportata nel campo di concentramento di Auschwitz. Il treno che lì trasportò in Polonia faceva parte del convoglio n. 6 e partì il 30 gennaio 1944 dal binario 21 della stazione di Milano, giungendo a destinazione il 6 febbraio 1944. Lo stesso giorno d'arrivo Marco e suo fratello Tito vennero assassinati in una camera a gas.  |
| 16 gennaio 2019   | Largo San Giovanni 42.232643°N 14.391152°E |                   | SAMUEL GRAUER NATO 1906 ARRESTATO 31.10.1943 DEPORTATO 1944 AUSCHWITZ ASSASSINATO         | Samuel Grauer (Jarosław, 29 ottobre 1906 – Auschwitz, ???) è stato un falegname polacco. Egli venne arrestato insieme alla sua famiglia il 31 ottobre 1943 a causa delle leggi razziali; dopo diverse detenzioni, tutta la sua famiglia venne deportata nel campo di concentramento di Auschwitz. Il treno che lì trasportò in Polonia faceva parte del convoglio n. 6 e partì il 30 gennaio 1944 dal binario 21 della stazione di Milano, giungendo a destinazione il 6 febbraio 1944. |
| 16 gennaio 2019   | Largo San Giovanni 42.232643°N 14.391152°E |                   | TITO GRAUER NATO 1942 ARRESTATO 31.10.1943 DEPORTATO 1944 AUSCHWITZ ASSASSINATO 6.2.1944  | Tito Grauer (Lanciano, 4 febbraio 1942 – Auschwitz, 6 febbraio 1944), figlio di Samuel Grauer e di Rosa Jordan, venne arrestato insieme alla sua famiglia il 31 ottobre 1943 a causa delle leggi razziali; dopo diverse detenzioni, tutta la sua famiglia venne deportata nel campo di concentramento di Auschwitz. Il treno che lì trasportò in Polonia faceva parte del convoglio n. 6 e partì il 30 gennaio 1944 dal binario 21 della stazione di Milano, giungendo a destinazione il 6 febbraio 1944. Lo stesso giorno d'arrivo Tito e suo fratello Marco vennero assassinati in una camera a gas. |
| 16 gennaio 2019   | Largo San Giovanni 42.232643°N 14.391152°E |                   | ROSA GRAUER JORDAN NATA 1915 ARRESTATA 31.10.1943 DEPORTATA 1944 AUSCHWITZ ASSASSINATA    | Rosa Grauer Jordan (Koenigsberg, 9 giugno 1915 – Auschwitz, ???) venne arrestata insieme alla sua famiglia il 31 ottobre 1943 a causa delle leggi razziali; dopo diverse detenzioni, tutta la sua famiglia venne deportata nel campo di concentramento di Auschwitz. Il treno che lì trasportò in Polonia faceva parte del convoglio n. 6 e partì il 30 gennaio 1944 dal binario 21 della stazione di Milano, giungendo a destinazione il 6 febbraio 1944. |

## Provincia di Pescara

### Pianella
| Pietra d'inciampo | Pietra d'inciampo                        | Pietra d'inciampo | Pietra d'inciampo                                                                         | Note biografiche |
| Data di posa      | Luogo di posa                            | Stolpersteine     | Incisione                                                                                 | Note biografiche |
| ----------------- | ---------------------------------------- | ----------------- | ----------------------------------------------------------------------------------------- | --- |
| 31 marzo 2023     | Piazza Piave 42°23′45.17″N 14°02′45.03″E |                   | QUI ABITAVA ROSA STREIMER NATA 1914 SUICIDA 31.3.1944 PER SFUGGIRE ALLA DEPORTAZIONE      | Rosa Streimer (???, 20 maggio 1914 - Pianella, 31 marzo 1944), Rosa ebrea di origine tedesca, ed il marito Siegmund Sternfeld ebreo di origine austriaca, entrambi sfuggiti alle persecuzioni naziste in patria e rifugiati in Italia, a Pianella, dalla fine del 1942. Preferirono darsi la morte che essere deportati a Auschwitz. La loro tragica fine fu conseguenza di una probabile delazione. |
| 31 marzo 2023     | Piazza Piave 42°23′45.17″N 14°02′45.03″E |                   | QUI ABITAVA SIEGMUND STERNFELD NATO 1897 SUICIDA 31.3.1944 PER SFUGGIRE ALLA DEPORTAZIONE | Siegmund Sternfeld (???, 13 marzo 1887 - Pianella, 31 marzo 1944), ebreo di origine austriaca, con la moglie Rosa Streimer si rifugia già dal 1942 a Pianella per sfuggire le persecuzioni naziste in patria. In seguito a supposta delazione, entrambi scelgono di darsi la morte, tramite ingestione di un potente veleno, piuttosto che essere deportati a Auschwitz.                             |

## Provincia di Teramo

### Controguerra
| Pietra d'inciampo | Pietra d'inciampo                                                                         | Pietra d'inciampo | Pietra d'inciampo                                                                                           | Note biografiche |
| Data di posa      | Luogo di posa                                                                             | Stolpersteine     | Incisione                                                                                                   | Note biografiche |
| ----------------- | ----------------------------------------------------------------------------------------- | ----------------- | --- | --- |
| 26 gennaio 2025   | Via Giovanni Amadio accesso al Municipio dalla rampa disabili 42°51′19.91″N 13°49′10.63″E |                   | A CONTROGUERRA ABITAVA EMILIO GRIMALDI NATO 1922 CATTURATO 11.9.1943 CRETA DEPORTATO STALAG VI C/Z LIBERATO | Emilio Grimaldi (Tortoreto, 1922 - ???), fante sul fronte Greco alla proclamazione dell'armistizio dell'8 settembre 1943, è catturato sull'isola di Creta l'11 settembre 1943. Il 20 novembre è deportato nel Reich egualmente ai 650mila militari italiani che si rifiutano di arruolarsi nelle fla della Wehrmacht. Internato con lo stato di IMI nello "Stamlager VI C/Z" nei pressi di Bathorn, costretto al lavoro coatto. Liberato dagli alleati il 2 dicembre 1944. Rimpatriato il 9 settembre 1945. |

### Corropoli
| Pietra d'inciampo | Pietra d'inciampo                                                  | Pietra d'inciampo | Pietra d'inciampo                                                                                   | Note biografiche |
| Data di posa      | Luogo di posa                                                      | Stolpersteine     | Incisione                                                                                           | Note biografiche |
| ----------------- | ------------------------------------------------------------------ | ----------------- | --------------------------------------------------------------------------------------------------- | --- |
| 28 gennaio 2025   | Piazza Piè di Corte ingresso Municipio 42°49′39.61″N 13°50′05.59″E |                   | QUI ABITAVA DOMENICO CIARPELLI NATO 1919 CATTURATO ALBANIA INTERNATO STALAG VI-D LIBERATO           | Domenico Ciarpelli (Corropoli, 25 luglio 1919 - Giulianova, 1986), a 19 anni si arruola nella Guardia di Finanza. Presta servizio a Genova e Bordighera, quindi inviato sul fronte albanese. Dopo l'armistizio dell'8 settembre 1943, è catturato dai tedeschi nell’ottobre del 1943 e deportato nel Reich con lo stato di IMI, internato nello "Stalag VI D" nei pressi di Dortmund. Liberato dagli americani il 14 aprile 1945, rientra in Italia a settembre. Si spegne a Giulianova nella primavera del 1986. |
| 28 gennaio 2025   | Piazza Piè di Corte ingresso Municipio 42°49′39.61″N 13°50′05.59″E |                   | QUI ABITAVA DOMENICO DI BERARDINO NATO 1924 CATTURATO POLA INTERNATO STEINBACH-ESCHENTRUTH LIBERATO | Domenico Di Berardino (Corropoli, 27 luglio 1924 - Corropoli, ???), artigliere di stanza a Pola, qui è catturato dai tedeschi dopo l'armistizio dell'8 settembre 1943, deportato nel Reich con lo stato di IMI, internato nel lager Steinbach Eschenstruth, tra Norimberga e Brema. Liberato dagli americani nel giugno 1945. Insignito della Medaglia d’Onore di Bronzo per essere stato "cittadino italiano deportato e internato in un campo di concentramento nazista".                                       |

### Giulianova
La città di Giulianova ospita sei pietre d'inciampo, collocate tra il 2022 e 2025.
| Pietra d'inciampo | Pietra d'inciampo                                                      | Pietra d'inciampo | Pietra d'inciampo | Note biografiche |
| Data di posa      | Luogo di posa                                                          | Stolpersteine     | Incisione | Note biografiche |
| ----------------- | ---------------------------------------------------------------------- | ----------------- | --- | --- |
| 21 gennaio 2022   | Corso Garibaldi, 109 ingresso Municipio 42°45′09.15″N 13°57′24.41″E    |                   | QUI ABITAVA VINCENZO ALLEVA NATO 1914 ARRESTATO 10.1.1944 DETENUTO VILLA MIGLIORI FUCILATO 10.1.1944 GIULIANOVA             | Vincenzo Alleva (Campli, 27 settembre 1914 - Giulianova, 10 gennaio 1944), figlio di Paolo e Vittoria Iaconi, nel 1939 sposa Iginia Buccella. Per sfuggire i bombardamenti alleati, così come numerosi concittadini giuliesi, sfolla presso il Convento francescano nei pressi di Mosciano Sant'Angelo. La mattina del 10 gennaio 1944, nel tragitto verso la sua abitazione cittadina cui si dirige con l'intento di recuperare alcuni beni personali, raccoglie un pezzo di filo portato lì dalla tempesta nei giorni precedenti. Intercettato dai nazisti è arrestato, condotto al comando tedesco insediato presso Villa Migliori accusato di sabotaggio per quel filo, parte di un collegamento telefonico. È condannato alla fucilazione eseguita il giorno stesso. Solo dopo qualche giorno è consentito alla moglie di recuperarne il cadavere, tumulato dai tedeschi nei pressi della villa, per una degna sepoltura nel cimitero. |
| 30 giugno 2022    | Via Traversa Mari, 6 angolo strada privata 42°44′31.91″N 13°55′35.55″E |                   | QUI ABITAVA LUIGI STACCHIOTTI NATO 1914 ARRESTATO 9.9.1943 GRECIA DETENUTO DULAG 172 N°2 SAJMIŠTE/ZEMUN DESTINO SCONOSCIUTO | Luigi Stacchiotti (Giulianova, 5 dicembre 1914 - ???, ???), arruolato in Artiglieria, è catturato dai tedeschi il giorno successivo alla proclamazione dell'armistizio dell'8 settembre 1943 sul fronte greco. Condivide il destino degli oltre 600.000 soldati italiani deportati e qualificati come IMI per il rifiuto di arruolarsi tra le file tedesche e di non aderire alla Repubblica di Salò, costretti ai lavori forzati nei campi di prigionia. Luigi è inviato al "Dulag 172", campo di raccolta prima dell'internamento, nei pressi di Smederevo, quindi internato nel campo di Sajmište, nei pressi di Zemun. Risulta ufficialmente disperso il 15 maggio 1945. Il suo corpo non fu mai ritrovato. Altri tre fratelli di Luigi subirono la deportazione nel Reich. La pietra d'inciampo di Luigi è donazione del di lui figlio Aladino, in memoria del padre.                                                                  |
| 28 gennaio 2023   | Corso Garibaldi, 109 ingresso Municipio 42°45′09.15″N 13°57′24.41″E    |                   | QUI ABITAVA FLAVIANO POLTRONE NATO 1887 ASSASSINATO 12.6.1944 GIULIANOVA                                                    | Flaviano Poltrone (Giulianova, 4 luglio 1887 - Giulianova, 12 giugno 1944), assassinato dai tedeschi al suo rifiuto a consegnare loro il cavallo, prezioso aiuto al sostentamento. Non vollero credere alle sue giustificazioni di non possederne altri nonostante ne conservasse ancora gli attrezzi. Il corpo esanime di Luigi fu pure martoriato da numerose pugnalate. |
| 28 gennaio 2024   | Corso Garibaldi, 109 ingresso Municipio 42°45′09.15″N 13°57′24.41″E    |                   | A GIULIANOVA ABITAVA CARMINE BROCCOLINI NATO 1909 CATTURATO 7.10.1943 ROMA DEPORTATO MOOSBURG LIBERATO                      | Carmine Broccolini (Torricella Sicura, 30 marzo 1909 - Giulianova, 20 agosto 1996), carabiniere, catturato dai tedeschi a Roma il 7 ottobre 1943, deportato nel Reich internato nello Stalag_VII-A di Moosburg, fino alla liberazione, avvenuta il 28 aprile 1945. |
| 11 ottobre 2024   | Corso Garibaldi, 109 ingresso Municipio 42°45′09.15″N 13°57′24.41″E    |                   | A GIULIANOVA ABITAVA ORAZIO RIPANI NATO 1919 CATTURATO TRENTO INTERNATO FÜRSTENBERG LIBERATO                                | Orazio Ripani (Tortoreto, 28 novembre 1919 - Giulianova, 14 dicembre 2000), arruolato nella Regia Aeronautica Militare, catturato dai tedeschi a Trento dov'era di stanza, dopo l'armistizio dell'8 settembre 1943, deportato nel Reich con lo stato di IMI internato nell "Stalag III-B" a Fürstenberg sull’Oder. Liberato dalle truppe russe nell’aprile del 1945 , rientra in Italia a settembre. Muore a Giulianova il 14 dicembre del 2000. Insignito della Medaglia d’Onore di Bronzo per essere stato "cittadino italiano deportato e internato in un campo di concentramento nazista". Diploma d’Onore “Combattente per la libertà d’Italia 1943/1945” dal Ministero della Difesa. |
| 11 ottobre 2024   | Corso Garibaldi, 109 ingresso Municipio 42°45′09.15″N 13°57′24.41″E    |                   | A GIULIANOVA ABITAVA ROBERTO LOGGIERI NATO 1910 CATTURATO TEBE INTERNATO STOCCARDA MORTO 12.4.1944 INCIDENTE                | Roberto Loggieri (Mosciano Sant'Angelo, 20 marzo 1909 - Stoccarda, 12 aprile 1944), bersagliere richiamato nell'aprile 1941, partecipa alla Campagna italiana di Grecia. Catturato dai tedeschi a Tebe, dopo l'armistizio dell'8 settembre 1943, è deportato nel Reich con lo stato di IMI. Costretto al lavoro coatto presso una fabbrica nei pressi di Stoccarda muore per le gravi ustioni riportate in un incidente nella fabbrica il 12 aprile 1944. Riposa nel Cimitero militare italiano di Francoforte sul Meno. Insignito della Medaglia d’Onore di Bronzo per essere stato "cittadino italiano deportato e internato in un campo di concentramento nazista". Diploma d’Onore “Combattente per la libertà d’Italia 1943/1945” dal Ministero della Difesa. |

### Roseto degli Abruzzi
| Pietra d'inciampo | Pietra d'inciampo                             | Pietra d'inciampo | Pietra d'inciampo | Note biografiche |
| Data di posa      | Luogo di posa                                 | Stolpersteine     | Incisione | Note biografiche |
| ----------------- | --------------------------------------------- | ----------------- | --- | --- |
| 4 febbraio 2025   | Piazza della Libertà 42°40′39″N 14°00′52.62″E |                   | A ROSETO DEGLI ABRUZZI ABITAVA GIOVANNI GIUSTINIANI NATO 1898 CATTURATO PESCHIERA DEL GARDA DEPORTATO MAJDANEK ASSASSINATO 24.3.1944 | Giovanni Giustiniani (Roseto degli Abruzzi, 19 ottobre 1898 - Majdanek, 24 marzo 1944), brigadiere della Guardia di Finanza, dopo la cattura del 20 settembre 1943 avvenuta a Peschiera del Garda subisce la deportazione nel Reich e l'internamento prima a Dachau , quindi Buchenwald, Mittelbau-Dora per concludere la sua esistenza al campo di Majdanek, il 24 marzo 1944. |

### Teramo
Teramo accoglie cinque pietre d'inciampo collocate tra il 2016 e 2025. 
| Pietra d'inciampo | Pietra d'inciampo                                                          | Pietra d'inciampo | Pietra d'inciampo                                                                                           | Note biografiche |
| Data di posa      | Luogo di posa                                                              | Stolpersteine     | Incisione                                                                                                   | Note biografiche |
| ----------------- | -------------------------------------------------------------------------- | ----------------- | --- | --- |
| 12 gennaio 2016   | Via Cavour, 2 42°20′33.87″N 14°09′46.66″E                                  |                   | QUI ABITAVA ALBERTO PEPE NATO 1910 I.M.I. CATTURATO 15.9.1943 WIETZENDORF ASSASSINATO 4.4.1945 UNTERLÜSS    | Alberto Pepe (Teramo, 6 settembre 1910 - Unterlüß, 4 aprile 1945) venne arruolato durante la prima guerra mondiale e, mentre si trovava a Dubrovnik, venne arrestato dalle truppe tedesche il 15 settembre 1943.Oltre alla pietra dedicata ad Alberto Pepe, la città possiede anche una strada e una lapide entrambe dedicate allo stesso Pepe. Successivamente fu imprigionato in diversi campi di concentramento e infine deportato nel sottocampo Unterlüß, il terzo sottocampo di Bergen-Belsen. Lì morì a causa delle torture inferte dopo che egli si era rifiutato di cooperare.                                       |
| 25 aprile 2025    | Piazza E.V.Orsini davanti Fontana dei due Leoni 42°39′31.97″N 13°42′14.3″E |                   | A TERAMO ABITAVA DONATO RENZI NATO 1913 CATTURATO VALLE CASTELLANA FUCILATO 26.9.1943 SELLA CIARELLI        | Donato Renzi (Valle Castellana, 5 luglio 1913 - Sella Ciarelli, 26 settembre 1943), figlio di Giuseppe e Maria Volpini. Dal 1932 al 1939 presta servizio militare in in Italia e in Spagna conseguendo il grado di Sergente Maggiore. Richiamato nel 1940 arruolato nel 9º reggimento alpini di Sulmona, inviato nel 1941 sul fronte greco albanese. Catturato dai tedeschi, il 26 settembre 1943, fucilato a Sella Ciarelli. Il 2 giugno 2023 è decorato con la Medaglia d’Onore con decreto del Presidente della Repubblica.                                                                                                |
| 25 aprile 2025    | Piazza E.V.Orsini davanti Fontana dei due Leoni 42°39′31.97″N 13°42′14.3″E |                   | A TERAMO ABITAVA ANGELO CIANCIOSI NATO 1901 CATTURATO VALLE CASTELLANA FUCILATO 26.9.1943 SELLA CIARELLI    | Angelo Cianciosi (Furci, 9 gennaio 1901 - Sella Ciarelli, 26 settembre 1943), figlio di Giuseppe e Clorinda Marchionne. Nel 1920 è arruolato in Fanteria , quindi nei Carabinieri a Chieti . Il 31 dicembre 1921 trasferito nella Legione di Ancona. Il 21 novembre 1922 è congedato per essere richiamato poi nel 1940 stessa Legione. Catturato dai tedeschi, il 26 settembre 1943, fucilato a Sella Ciarelli. Il 2 giugno 2023 è decorato con la Medaglia d’Onore con decreto del Presidente della Repubblica. |
| 25 aprile 2025    | Piazza E.V.Orsini davanti Fontana dei due Leoni 42°39′31.97″N 13°42′14.3″E |                   | A TERAMO ABITAVA SETTIMIO ANNECCHINI NATO 1902 CATTURATO VALLE CASTELLANA FUCILATO 26.9.1943 SELLA CIARELLI | Settimio Annecchini (Fossacesia , 26 gennaio 1902 - Sella Ciarelli, 26 settembre 1943), figlio di Giovanni e Laurina (Damina) D’Angelo. Allievo carabiniere nel 1921 congedato 1924. Richiamato nel 1940 assegnato alla Legione di Ancona, catturato dai tedeschi, il 26 settembre 1943, fucilato a Sella Ciarelli lasciò la moglie e 6 figli. Il 2 giugno 2023 è decorato con la Medaglia d’Onore con decreto del Presidente della Repubblica. |
| 25 aprile 2025    | Piazza E.V.Orsini davanti Fontana dei due Leoni 42°39′31.97″N 13°42′14.3″E |                   | A TERAMO ABITAVA LEONIDA BARDUCCI NATO 1910 CATTURATO VALLE CASTELLANA FUCILATO 26.9.1943 SELLA CIARELLI    | Leonida Barducci (Ancona, 14 febbraio 1910 - Sella Ciarelli, 26 settembre 1943), figlio di Costantino e Giorgina Sartori. Allievo carabiniere nel 1930, congedato 1938 a Treviglio, richiamato 1939, inviato a Valona nel 1940 sul fronte greco albanese. Il 21 gennaio 1941 rientra in Italia e il 15 marzo 1941 è Brigadiere nella Legione di Ancona per prendere successivamente il comando della stazione dei carabinieri di Valle Castellana. Catturato dai tedeschi, il 26 settembre 1943 è fucilato a Sella Ciarelli. Il 2 giugno 2023 è decorato con la Medaglia d’Onore con decreto del Presidente della Repubblica. |